# Even If (chanson d'Andy Abraham)
Chansons représentant le Royaume-Uni au Concours Eurovision de la chanson
Flying the Flag (For You)
(2007) It's My Time
(2009)
Even If est la chanson de l'artiste britannique Andy Abraham qui représente le Royaume-Uni au Concours Eurovision de la chanson 2008 à Belgrade, en Serbie.

## Eurovision 2008
Elle participe directement à la finale du Concours Eurovision de la chanson 2008, le 24 mai 2008, le Royaume-Uni faisant partie du "Big 5".
La chanson a atteint conjointement la dernière place, avec 14 points.